# 科隆貝-米拉

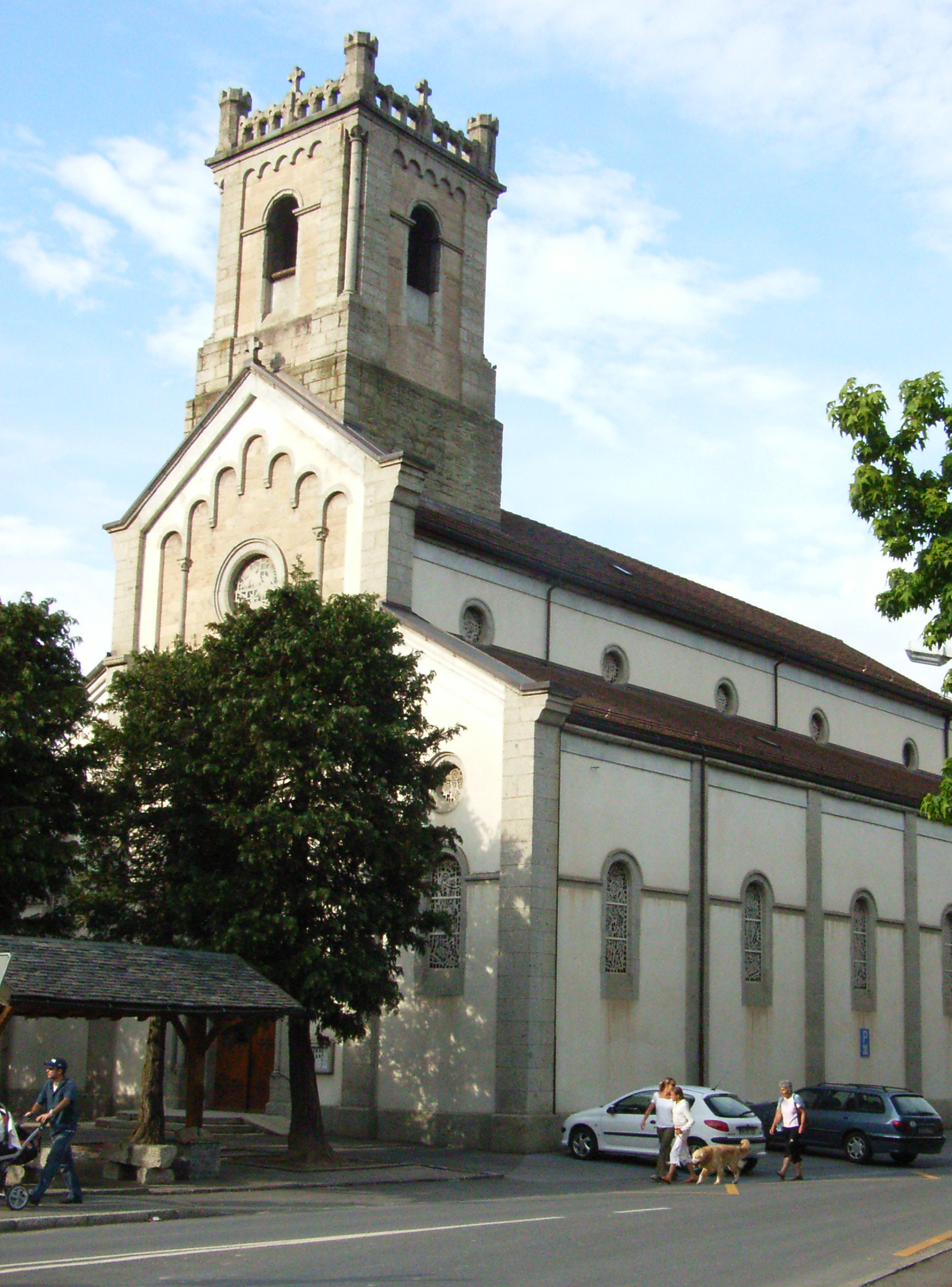

科隆貝-米拉是瑞士的城鎮，位於該國南部，由瓦萊州負責管轄，面積29.81平方公里，海拔高度392米，2011年人口7,564，七成人口信奉羅馬天主教，人口密度每平方公里254人。

## 外部連結
- Official website （页面存档备份，存于） （法文）